# سترلينغ بومن
سترلينغ بومن (بالإنجليزية: Sterling Beaumon)‏ مواليد 2 يونيو 1995 في سان دييغو، الولايات المتحدة، هو ممثل أمريكي بدأ مسيرته الفنية عام 2005.

## الأعمال
- أربعة أعياد ميلاد
- آسترو بوي
- هاوس
- هلسينغ
- عبر جوردان
- هيروز
- سكرابز
- الضياع
- إي آر
- بونز

## وصلات خارجية
- سترلينغ بومن على موقع IMDb (الإنجليزية)
- سترلينغ بومن على موقع ألو سيني (الفرنسية)
- سترلينغ بومن على موقع أول موفي (الإنجليزية)
- سترلينغ بومن على موقع قاعدة بيانات الفيلم (الإنجليزية)
- سترلينغ بومن على موقع كينوبويسك (الروسية)